# Darnell Furlong
Darnell Anthony Furlong (Luton, Bedfordshire, Inglaterra, 31 de octubre de 1995) es un futbolista inglés. Juega de defensa y su equipo actual es el West Bromwich Albion de la EFL Championship de Inglaterra.

## Trayectoria

### Queens Park Rangers
Formado en las inferiores del Queens Park Rangers, Furlong debutó con el primer equipo, y en la Premier League, el 21 de febrero de 2015 a los 19 años de edad. Fue en la derrota por 2-1 contra el Hull City en el KC Stadium.
Sus siguientes temporadas las pasaría a préstamo en los clubes de la League Two, el Nothampton Town y el Cambridge United. Para la temporada 2016-17 fue enviado a préstamo al Swindown Town de la League One donde fue titular.
De regreso al QPR, ya en la Championship, Furlong anotó su primer gol en su club el 22 de agosto de 2017 al Brentford en la Copa de la Liga.

### West Bromwich Albion
El 23 de julio de 2019, Furlong fichó por el West Bromwich Albion por cuatro años. Formó parte del plantel que logró el ascenso a la Premier League en la temporada 2019-20, al quedar en el segundo lugar de la clasificación.

## Estadísticas
Actualizado al último partido disputado el 22 de julio de 2020.
| Queens Park Rangers Inglaterra   |               |               |     |   |   |   |   |   |   |    |     |   |
| 1.ª                              | 2014-15       | 3             | 0   | 0 | 0 | 0 | 0 | - | - | 3  | 0   |   |
| 2.ª                              | 2015-16       | 0             | 0   | - | - | 1 | 0 | - | - | 1  | 0   |   |
| 2.ª                              | 2016-17       | 14            | 0   | - | - | 1 | 0 | - | - | 15 | 0   |   |
| 2.ª                              | 2017-18       | 22            | 0   | - | - | 2 | 1 | - | - | 24 | 1   |   |
| 2.ª                              | 2018-19       | 25            | 1   | 4 | 0 | 0 | 0 | - | - | 29 | 1   |   |
| Total club                       | Total club    | 64            | 1   | 4 | 0 | 4 | 1 | 0 | 0 | 72 | 2   |   |
| Northampton Town Inglaterra      |               |               |     |   |   |   |   |   |   |    |     |   |
| 4.ª                              | 2015-16       | 10            | 0   | 0 | 0 | - | - | 1 | 0 | 11 | 0   |   |
| Total club                       | Total club    | 10            | 0   | 0 | 0 | 0 | 0 | 1 | 0 | 11 | 0   |   |
| Cambridge United Inglaterra      |               |               |     |   |   |   |   |   |   |    |     |   |
| 4.ª                              | 2015-16       | 21            | 0   | - | - | - | - | - | - | 21 | 0   |   |
| Total club                       | Total club    | 21            | 0   | 0 | 0 | 0 | 0 | 0 | 0 | 21 | 0   |   |
| Swindon Town Inglaterra          |               |               |     |   |   |   |   |   |   |    |     |   |
| 3.ª                              | 2016-17       | 24            | 2   | 1 | 0 | 0 | 0 | 3 | 0 | 28 | 2   |   |
| Total club                       | Total club    | 24            | 2   | 1 | 0 | 0 | 0 | 3 | 0 | 28 | 2   |   |
| West Bromwich Albion Inglaterra  |               |               |     |   |   |   |   |   |   |    |     |   |
| 2.ª                              | 2019-20       | 31            | 2   | 1 | 0 | 1 | 0 | - | - | 33 | 2   |   |
| Total club                       | Total club    | 31            | 2   | 1 | 0 | 1 | 0 | 0 | 0 | 33 | 2   |   |
| Total carrera                    | Total carrera | Total carrera | 150 | 5 | 6 | 0 | 5 | 1 | 4 | 0  | 165 | 6 |
| (1) Incluye datos del EFL Trophy |               |               |     |   |   |   |   |   |   |    |     |   |

## Vida personal
Su padre Paul Furlong también fue futbolista y jugó en el Queens Park Rangers. Furlong por su ascendencia puede representar a Montserrat a nivel internacional.